# Štefek Grmec
Štefek Grmec, slovenski zdravnik in profesor, * 29. oktober 1962, Ptuj; † 16. januar 2012.
Štefek Grmec se je rodil na Ptuju. Medicino je študiral na Medicinski fakulteti v Zagrebu. 
Bil je predstojnik prehospitalne enote v Zdravstvenem domu dr. Adolfa Drolca v Mariboru.
Na Medicinski fakulteti v Mariboru je predaval predmeta Prva pomoč in Urgentna medicina. 

## Dela
Njegova osebna bibliografija je obsežna.